# Rolls-Royce Phantom VIII

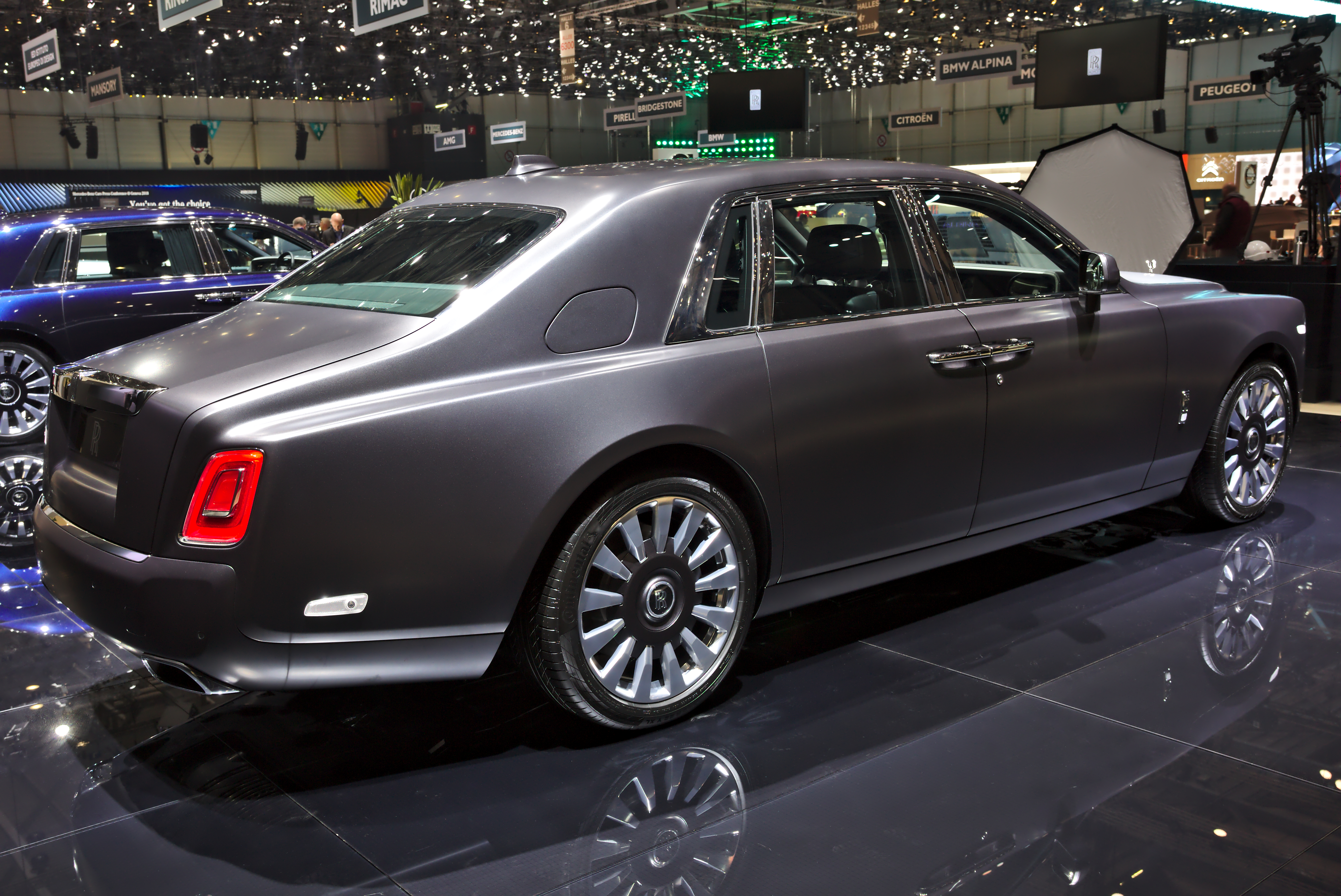
Heckansicht

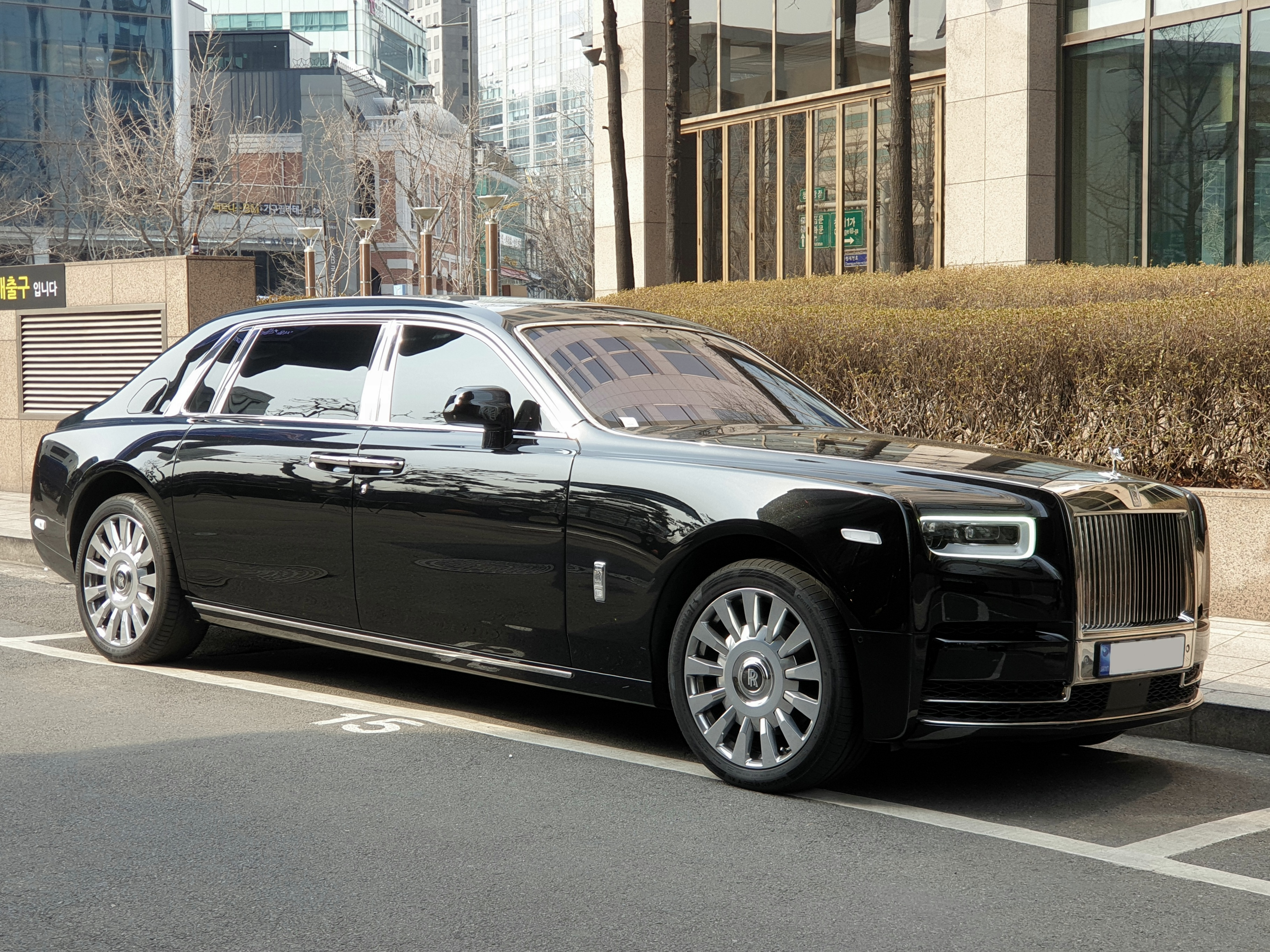
Rolls-Royce Phantom VIII EWB

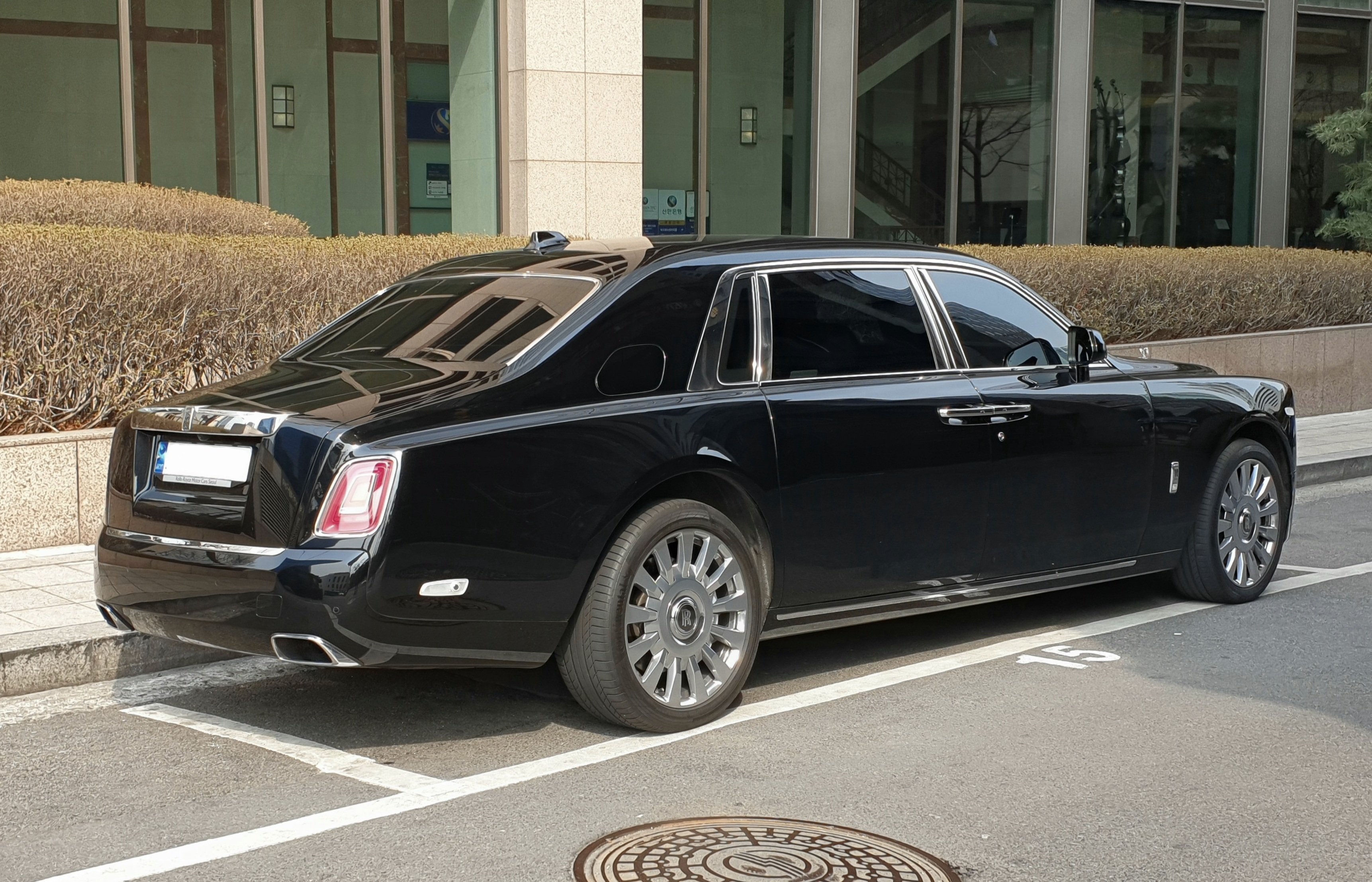
Heckansicht

Der Rolls-Royce Phantom VIII (Baureihe RR11, Baureihe RR12 als Langversion) ist ein Pkw-Modell des britischen Automobilherstellers Rolls-Royce Motor Cars. Er wurde am 27. Juli 2017 im Londoner Stadtteil Mayfair als Nachfolger der siebten Phantom-Generation vorgestellt. Gebaut wird der neue Phantom seit Anfang 2018 in Goodwood.
Im Gegensatz zum Vorgängermodell wird das Fahrzeug nur noch als Limousine mit normalem Radstand und verlängertem Radstand (Phantom Extended Wheelbase) angeboten. Beide Varianten wurden etwas kürzer, die Langversion auch etwas leichter. Das Längenmaß ist vermutlich darauf zurückzuführen, dass in China Fahrer eines über sechs Meter langen Fahrzeugs einen Bus-Führerschein benötigen. Mit 5,98 Metern liegt die neue Langversion nun knapp darunter. Die auf dem Phantom VII basierenden Phantom Drophead Coupé und Phantom Coupé erhielten keinen Nachfolger. Dafür basiert das im Jahr 2015 angekündigte und ab 2018 angebotene SUV Cullinan auf der Aluminium-Spaceframe-Architektur (ASF) des neuen Phantom, was auch eine fließende, Coupé-ähnliche Gestaltung der Form des Hecks ermöglichte.

## Modellpflege
Nachdem in der ersten Jahreshälfte 2019 und 2021 limitierte Modelle vorgestellt wurden, wurde im Mai 2022 eine überarbeitete Version der Baureihe vorgestellt; die Änderungen betrafen das innere und äußere Erscheinungsbild: innen dickerer Lenkradkranz, auf Wunsch hochwertiger, in Italien gefertigter Stoffbezug für die Rückbank, außen vielfältige Gestaltungsmöglichkeiten der Felgen, Beleuchtung des Kühlergrills.

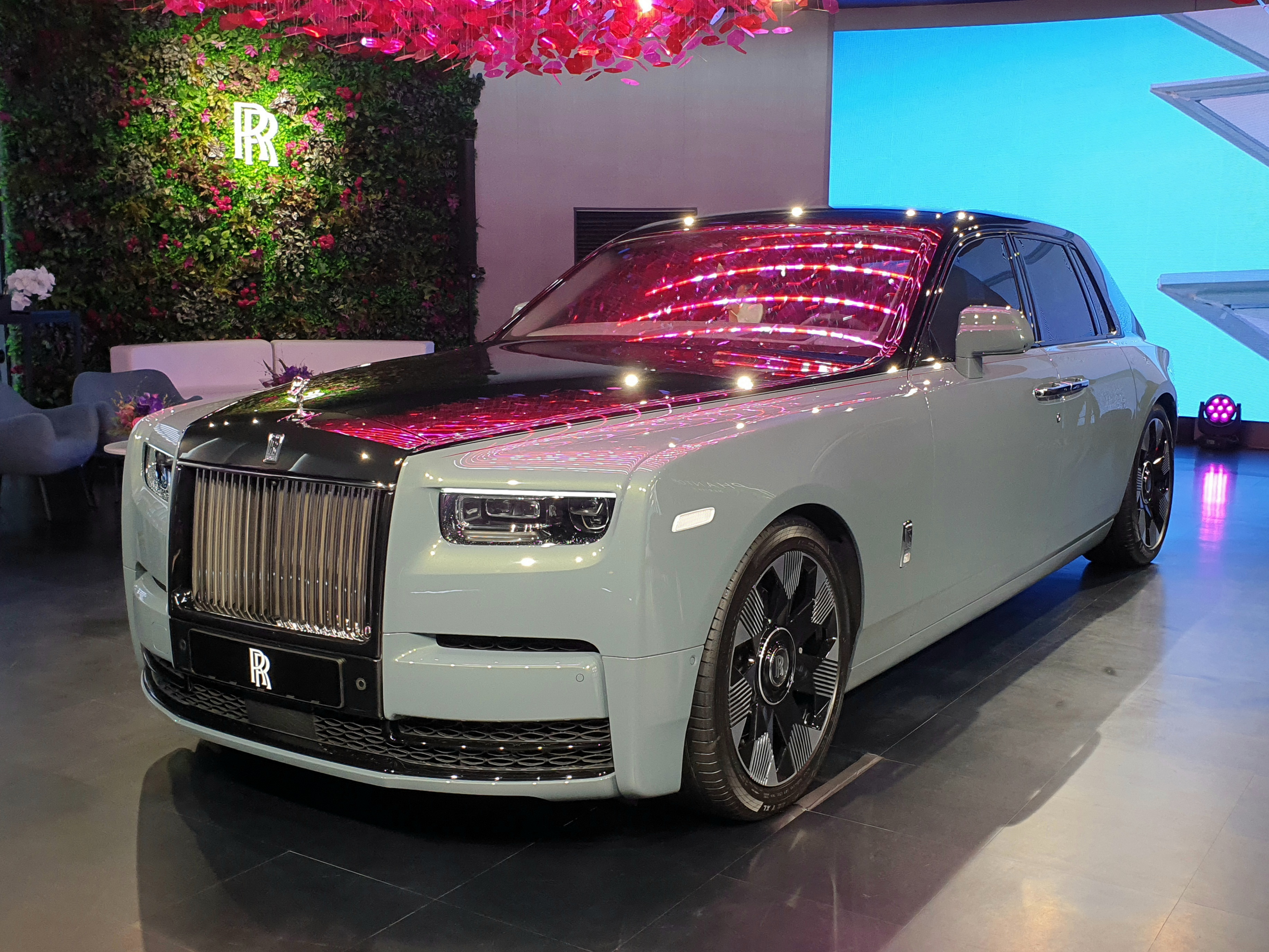
Rolls-Royce Phantom VIII (seit 2022)
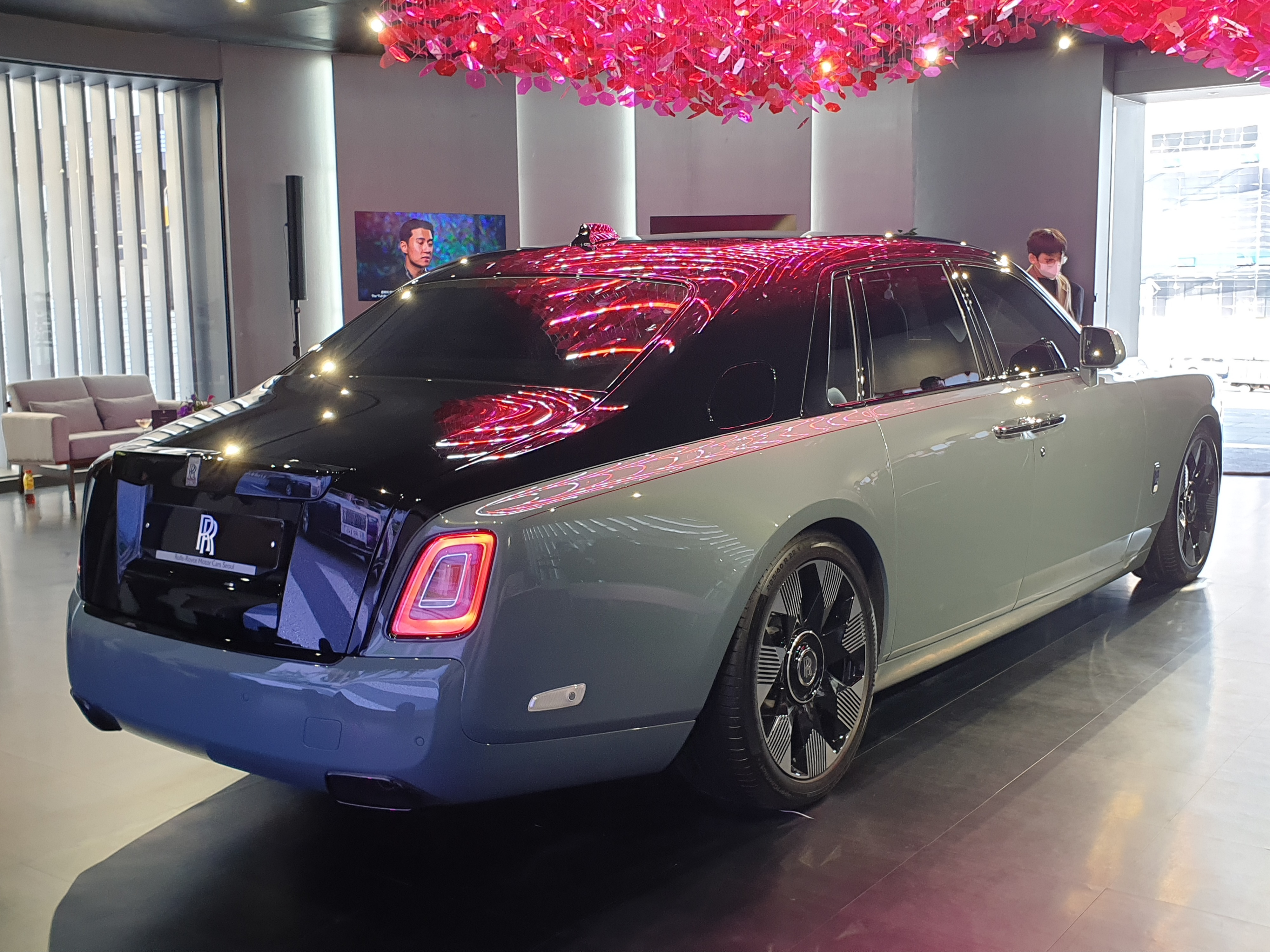
Heckansicht
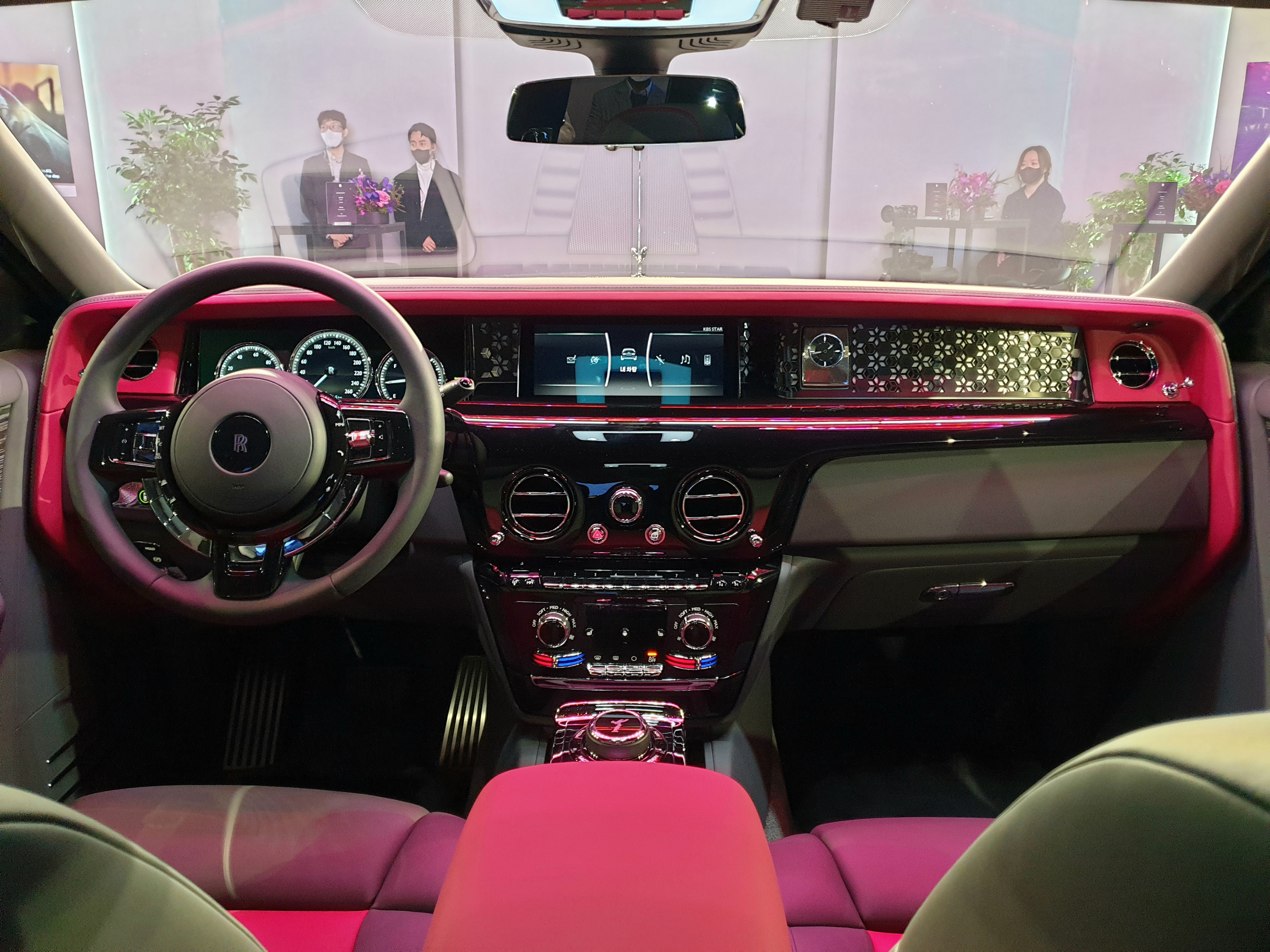
Innenansicht

## Technik
Die aktuellen Rolls Royce-Fahrzeuge basieren auf einer eigenen Plattform. Die Steifigkeit der Karosserie mit Aluminium-Spaceframe-Architektur ist 30 Prozent größer als beim Vorgängermodell, bei Verknüpfungspunkten zwischen Chassis und Bauteil liegt der Wert noch höher, beispielsweise beträgt er beim Getriebe etwa 100 Prozent. Das Fahrzeug hat Laser-Scheinwerfer. Der Phantom VIII war der erste Rolls-Royce, in dem eine Allradlenkung eingebaut wurde, der Cullinan hat diese auch. Bis zu einer Geschwindigkeit von unter 60 km/h ist der Lenkeinschlag der Hinterräder entgegengesetzt zu den Vorderrädern, um die Manövrierbarkeit zu verbessern. Ab 60 km/h schlagen zur Verbesserung der Stabilität des Fahrzeugs die Hinterräder in die gleiche Richtung wie die Vorderräder ein. Der Wagen hat eine adaptive Luftfederung und eigens entwickelte Continental-22 Zoll-Reifen mit geräuschmindernden Schaumeinlagen. Für ein geringes Innengeräusch wird auch Verbundglas aus zwei 2,7 mm starken Glasscheiben eingesetzt. Insgesamt werden 130 kg Dämmmaterial verwendet. Die Limousine soll im Innenraum verglichen mit dem Vorgängermodell bei einer Geschwindigkeit von 100 km/h etwa zehn Prozent leiser sein.
Angetrieben wird der neue Phantom vom aus dem Vorgängermodell bekannten 6,75-Liter-Zwölfzylinder-Ottomotor. In der achten Phantom-Generation wird das Triebwerk von zwei Turboladern aufgeladen, wodurch die Leistung von 338 kW (460 PS) auf 420 kW (571 PS) steigt. Die Höchstgeschwindigkeit gibt der Hersteller mit 250 km/h an.
Das 8-Stufen-Automatikgetriebe von ZF ist mit einem GPS-Empfänger verknüpft, der den Ort des Fahrzeugs bestimmt und die Geschwindigkeit misst, um unter Berücksichtigung der Fahrtrichtung rechtzeitig einen passenden Gang zu wählen. Das Navigationssystem stammt von BMW und wird mit iDrive bedient, das durch einen Klappmechanismus in der Mittelkonsole versenkt werden kann. Ein Head-up-Display ist verfügbar.

## Technische Daten
|                                             | Phantom SWB                   | Phantom SWB                   | Phantom SWB                   | Phantom EWB                   | Phantom EWB                   | Phantom EWB                   |
| Bauzeitraum                                 | 01/2018–09/2018               | 09/2018–10/2020               | seit 10/2020                  | 01/2018–09/2018               | 09/2018–10/2020               | seit 10/2020                  |
| Motorkenndaten                              |                               |                               |                               |                               |                               |                               |
| Motorbauart                                 | V12-Ottomotor                 | V12-Ottomotor                 | V12-Ottomotor                 | V12-Ottomotor                 | V12-Ottomotor                 | V12-Ottomotor                 |
| Motortyp                                    | N74B68                        | N74B68                        | N74B68                        | N74B68                        | N74B68                        | N74B68                        |
| Motoraufladung                              | Biturbo                       | Biturbo                       | Biturbo                       | Biturbo                       | Biturbo                       | Biturbo                       |
| Gemischbildung                              | Direkteinspritzung            | Direkteinspritzung            | Direkteinspritzung            | Direkteinspritzung            | Direkteinspritzung            | Direkteinspritzung            |
| Hubraum                                     | 6749 cm³                      | 6749 cm³                      | 6749 cm³                      | 6749 cm³                      | 6749 cm³                      | 6749 cm³                      |
| Verdichtungsverhältnis                      | 10,0 : 1                      | 10,0 : 1                      | 10,0 : 1                      | 10,0 : 1                      | 10,0 : 1                      | 10,0 : 1                      |
| max. Leistung bei min−1                     | 420 kW (571 PS) / 5000        | 420 kW (571 PS) / 5000        | 420 kW (571 PS) / 5000        | 420 kW (571 PS) / 5000        | 420 kW (571 PS) / 5000        | 420 kW (571 PS) / 5000        |
| max. Drehmoment bei min−1                   | 900 Nm / 1700                 | 900 Nm / 1700                 | 900 Nm / 1700                 | 900 Nm / 1700                 | 900 Nm / 1700                 | 900 Nm / 1700                 |
| Kraftübertragung                            |                               |                               |                               |                               |                               |                               |
| Antrieb, serienmäßig                        | Hinterradantrieb              | Hinterradantrieb              | Hinterradantrieb              | Hinterradantrieb              | Hinterradantrieb              | Hinterradantrieb              |
| Getriebe, serienmäßig                       | ZF-8-Stufen-Automatikgetriebe | ZF-8-Stufen-Automatikgetriebe | ZF-8-Stufen-Automatikgetriebe | ZF-8-Stufen-Automatikgetriebe | ZF-8-Stufen-Automatikgetriebe | ZF-8-Stufen-Automatikgetriebe |
| Messwerte                                   |                               |                               |                               |                               |                               |                               |
| Höchstgeschwindigkeit                       | 250 km/h (abgeregelt)         | 250 km/h (abgeregelt)         | 250 km/h (abgeregelt)         | 250 km/h (abgeregelt)         | 250 km/h (abgeregelt)         | 250 km/h (abgeregelt)         |
| Beschleunigung, 0–100 km/h                  | 5,3 s                         | 5,3 s                         | 5,3 s                         | 5,4 s                         | 5,4 s                         | 5,4 s                         |
| Kraftstoffverbrauch auf 100 km (kombiniert) | 13,9 l Super Plus             | 14,4–14,5 l Super Plus        | 14,4–14,5 l Super Plus        | 13,9 l Super Plus             | 14,5 l Super Plus             | 14,5 l Super Plus             |
| CO2-Emissionen, kombiniert                  | 318 g/km                      | 328–329 g/km                  | 328–329 g/km                  | 319 g/km                      | 328–330 g/km                  | 328–330 g/km                  |
| Tankinhalt                                  | 100 l                         | 100 l                         | 100 l                         | 100 l                         | 100 l                         | 100 l                         |
| Abgasnorm                                   | Euro 6                        | Euro 6d-TEMP                  | Euro 6d                       | Euro 6                        | Euro 6d-TEMP                  | Euro 6d                       |

## Sonderversionen

### Tranquillity Collection
Auf dem 89. Genfer Auto-Salon im März 2019 wurde der Phantom in der auf 25 Exemplare limitierten Tranquillity Collection präsentiert. Das Sondermodell hat im Innenraum hochreflektierenden Edelstahl, 24-karätiges Gold und einen Controller, der mit dem Material des 1906 in Kiruna gefundenen Muonionalusta-Meteoriten veredelt wurde. Auch im Einzelstück BMW M850i xDrive Coupé Night Sky kommt Gestein dieses Meteoriten zum Einsatz. Zudem sind verschiedene Elemente wie die Seitenlinie oder die Lautsprechergehäuse goldfarben akzentuiert.

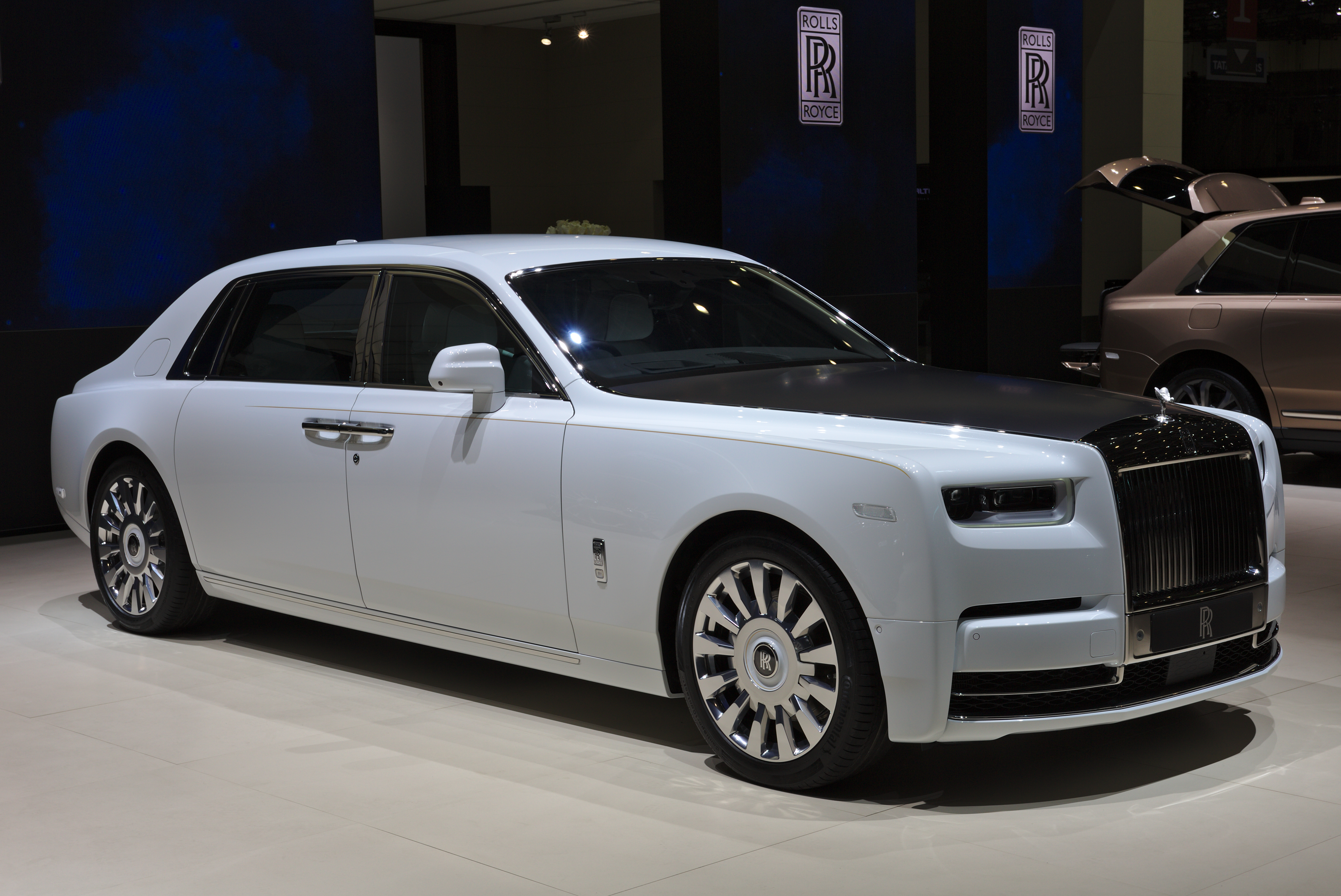
Seitenansicht
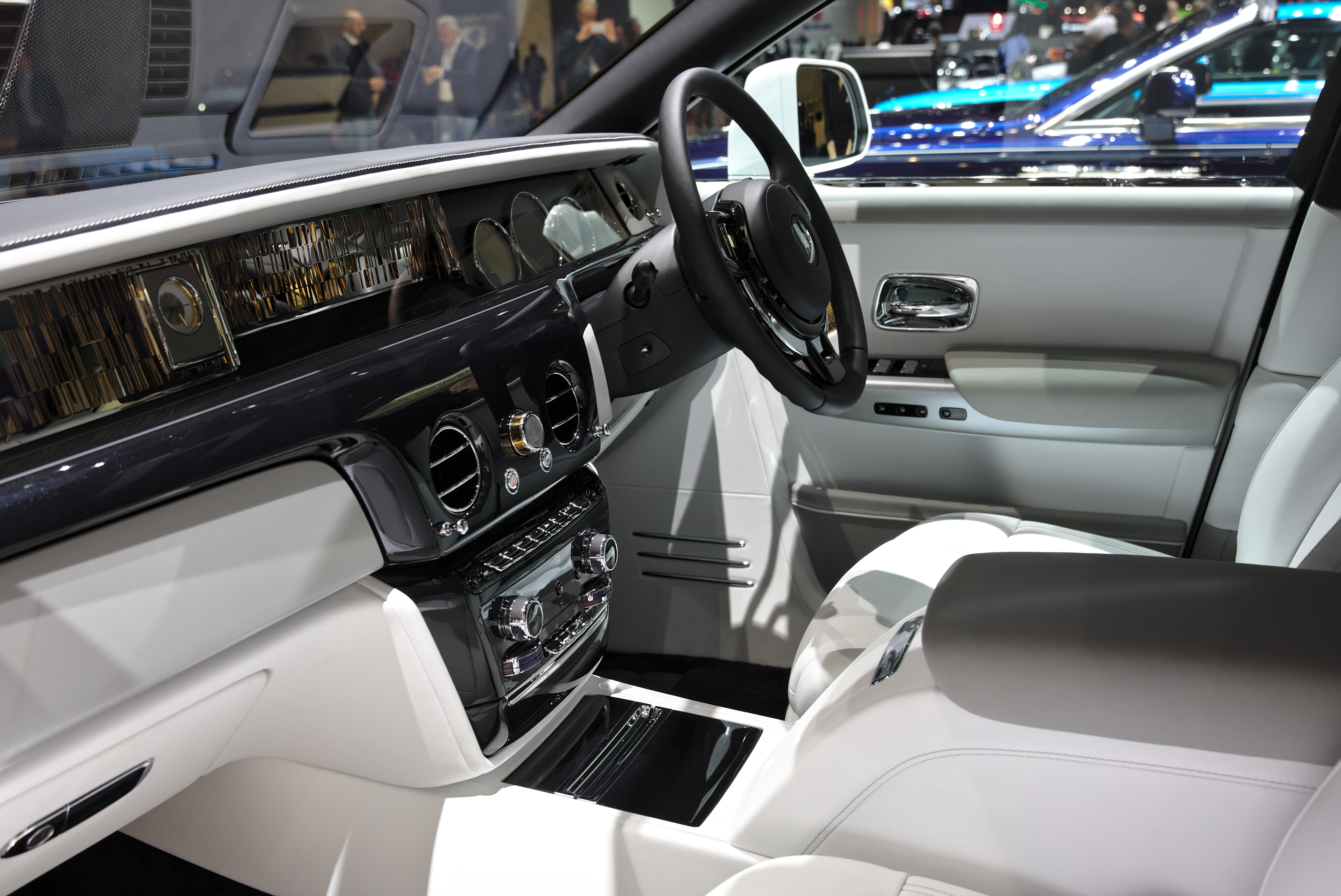
Innenansicht

### Boat Tail (Cabrio)
Auf Basis des Phantom präsentierte Rolls-Royce im Mai 2021 das auf drei individuell gestaltete Exemplare limitierte Cabriolet Boat Tail. Das dritte roségoldene Fahrzeug, dessen Farbe sich nach den jeweiligen Lichtverhältnissen ändert, wurde im Mai 2022 anlässlich des Concorso d’Eleganza Villa d’Este vorgestellt.
Die Entwicklung des in Anlehnung an ein Segelboot gestalteten Fahrzeugs, so ist die lange, längs geteilte Heckklappe mit lackiertem Holzfurnier belegt, begann 2017 nach der Vorstellung des Einzelstücks Rolls-Royce Sweptail. Die Länge des Boat Tail beträgt annähernd 5,80 Meter. Er hat eine umlaufende Windschutzscheibe. Das Verdeck wird von Hand abgenommen, für plötzliche Wetterumschwünge befindet sich ein weiteres Verdeck im Kofferraum. Wenn sich die Heckklappe ähnlich Schmetterlingsflügeln öffnet, kommen ein Sonnenschirm, zwei Cocktailtische mit zwei Klapphockern, ein doppelter (Champagner-)Kühlschrank und Teller mit Platinrändern samt silbernem Besteck zum Vorschein. Mit einem offiziell geheim gehaltenen Kaufpreis von etwa 23 Millionen Euro galt er 2021 als teuerster je gebauter Neuwagen, für das letzte Fahrzeug 2022 werden 28 Millionen Dollar genannt.

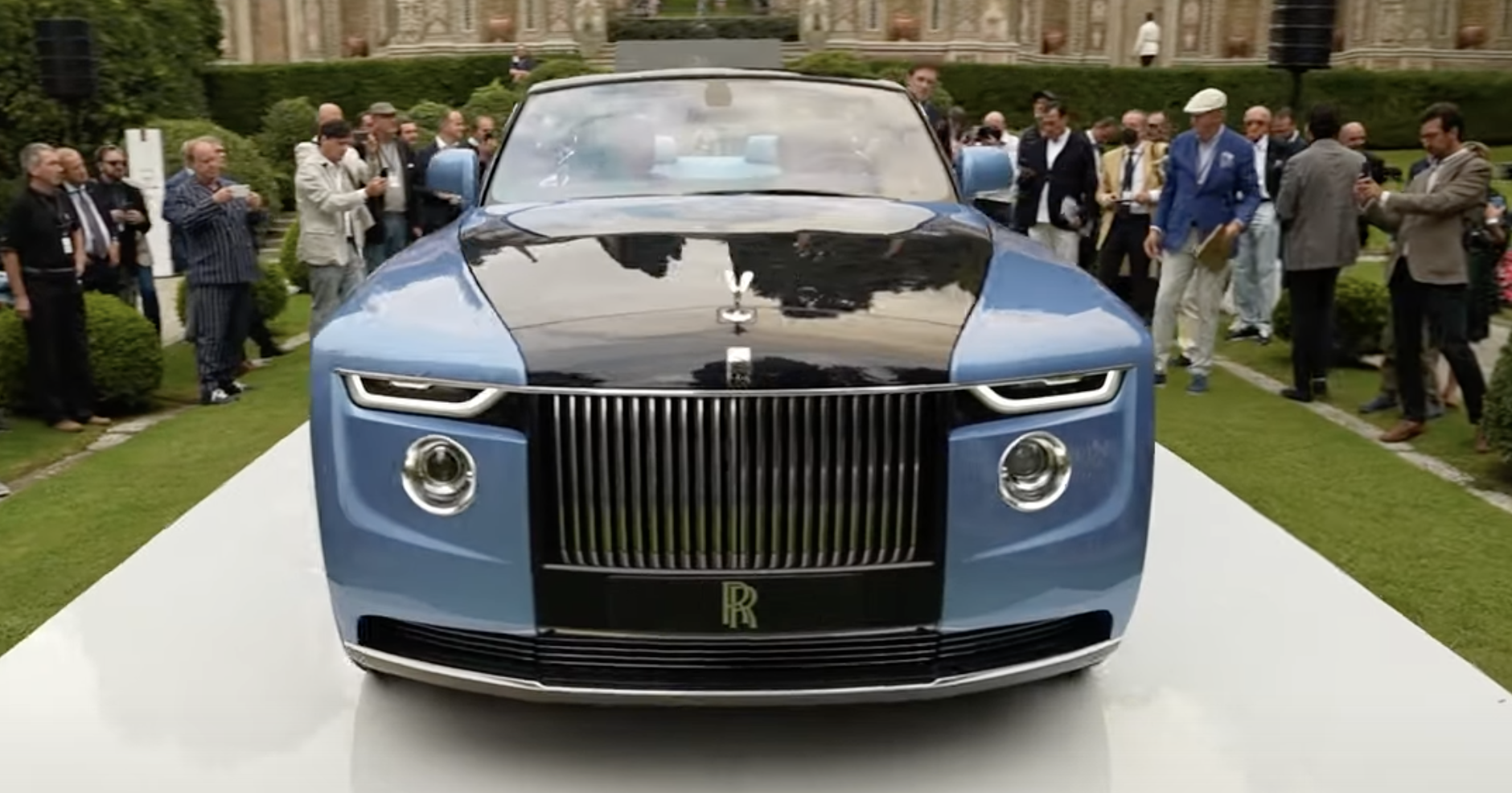
Boat Tail (Frontansicht)
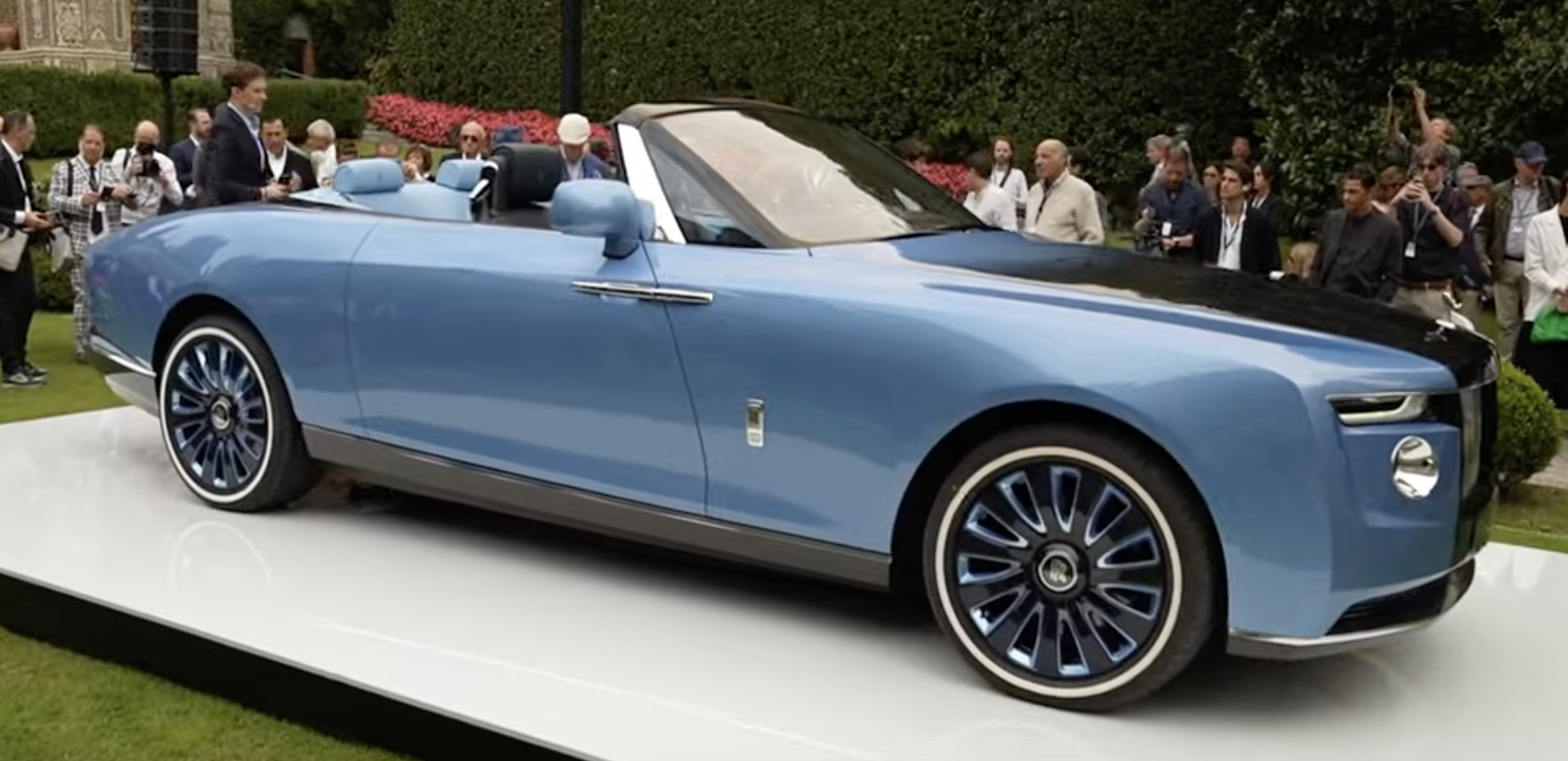
Boat Tail (Seitenansicht)
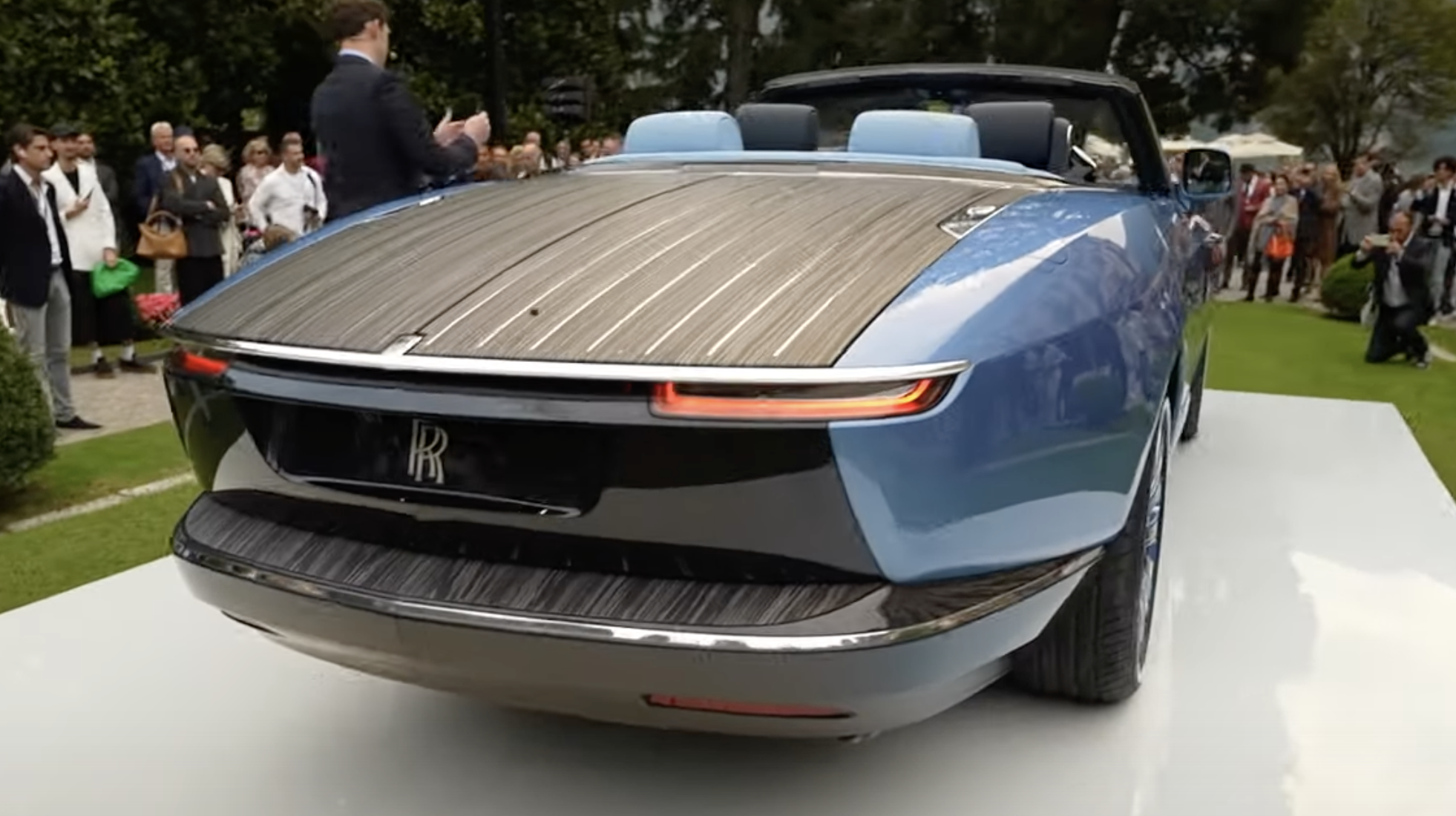
Boat Tail (Heckansicht)
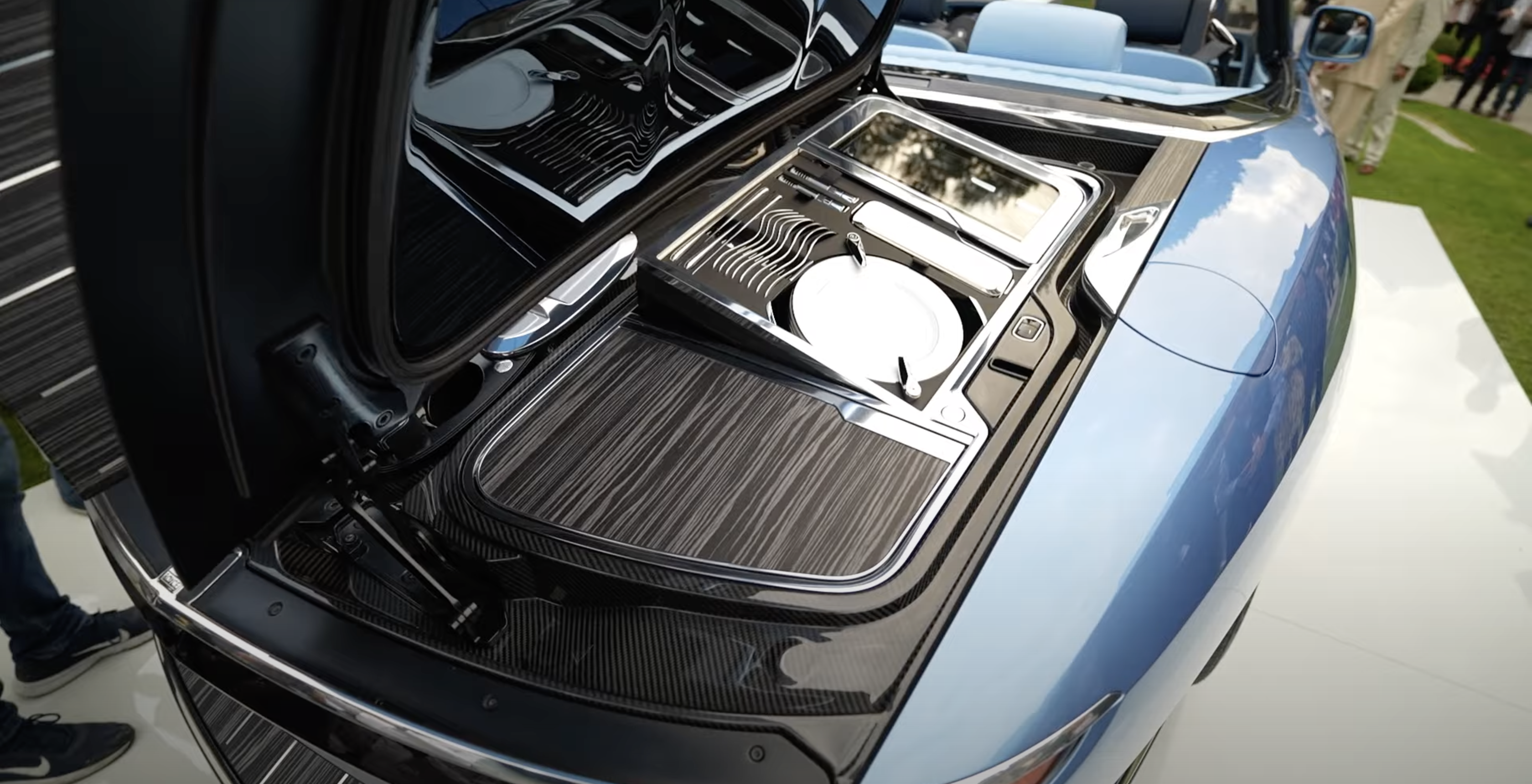
Boat Tail (geöffneter Kofferraum)

### Scintilla
Auf der Monterey Car Week im August 2024 präsentierte Rolls-Royce das auf zehn Exemplare limitierte Sondermodell Scintilla. Das besondere hierbei ist die Innenraumgestaltung, die Rolls-Royce über zwei Jahre lang entwickelt hat. Außen hat es eine Zweifarbenlackierung, wobei der obere Teil in andalusischem Weiß und der untere Teil in thrakischem Blau gestaltet ist.

### Goldfinger
Ein Einzelstück ist der Goldfinger, der im Oktober 2024 vorgestellt und inzwischen an einen Sammler aus Großbritannien ausgeliefert wurde. Er wurde anlässlich der 60-jährigen Premiere des Films James Bond 007 – Goldfinger aufgelegt und soll an den in dem Film verwendeten Rolls-Royce Phantom III aus dem Jahr 1937 erinnern. Deshalb ist das Sondermodell in Gelb und Schwarz lackiert. Der Dachhimmel des Goldfinger ist so gestaltet, wie der Sternenhimmel am 11. Juli 1964, dem letzten Drehtag des Filmes, über dem Furkapass in der Schweiz zu sehen war. Auch sitzt ein massiver 18-Karat-Goldbarren, in die Form des Phantoms gegossen, in der Mittelkonsole. Intarsien auf den Klapptischen – aus 22-karätigem Gelbgold – zeigen eine Karte von Fort Knox. Selbst Auric Goldfingers goldener Golfschläger zählt zur Ausstattung.

## Zulassungszahlen
In der Schweiz und Liechtenstein wurden bisher 17 Rolls-Royce Phantom VIII (Vorfaceliftversion) sowie vier Rolls-Royce Phantom VIII (Faceliftversion). neu zugelassen.